# Butis
Butis is een geslacht van straalvinnige vissen uit de familie van slaapgrondels (Eleotridae). Het geslacht is voor het eerst wetenschappelijk beschreven in 1856 door Bleeker.

## Soorten
- Butis amboinensis (Bleeker, 1853)
- Butis butis (Hamilton, 1822)
- Butis gymnopomus (Bleeker, 1853)
- Butis humeralis (Valenciennes, 1837)
- Butis koilomatodon (Bleeker, 1849)
- Butis melanostigma (Bleeker, 1849)